# Verkehrsgemeinschaft Tirschenreuth

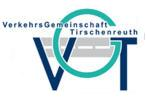
Logo der Verkehrsgemeinschaft Tirschenreuth

Die Verkehrsgemeinschaft Tirschenreuth (VGT) ist ein Zusammenschluss der regionalen Busunternehmen im bayerischen Landkreis Tirschenreuth. Sie wurde am 1. Januar 1996 gegründet und ist hauptsächlich für die Fahrplankoordinierung zuständig.
Die VGT ist seit dem 1. Januar 2024 Mitglied im Verkehrsverbund Großraum Nürnberg und bietet keinen eigenen Tarif an. Zuvor wurde seit dem 1. Januar 2011 der Tarif Oberpfalz Nord angewendet. Dieser kommt heute nur noch bei verbundüberschreitenden Fahrten zur Nahverkehrsgemeinschaft Weiden-Neustadt an der Waldnaab zum Einsatz.

## Beteiligte Verkehrsunternehmen
- Eska Stiftlandkraftverkehr GmbH
- Reisebüro Meisl
- Schnurrer Reisen
- Regionalbus Ostbayern GmbH
- Autobusy Karlovy Vary
- Anrufbus - Taxi Christian Maischl

## Weblink
- Webseite zum ÖPNV im Landkreis Tirschenreuth